# بل‌وی

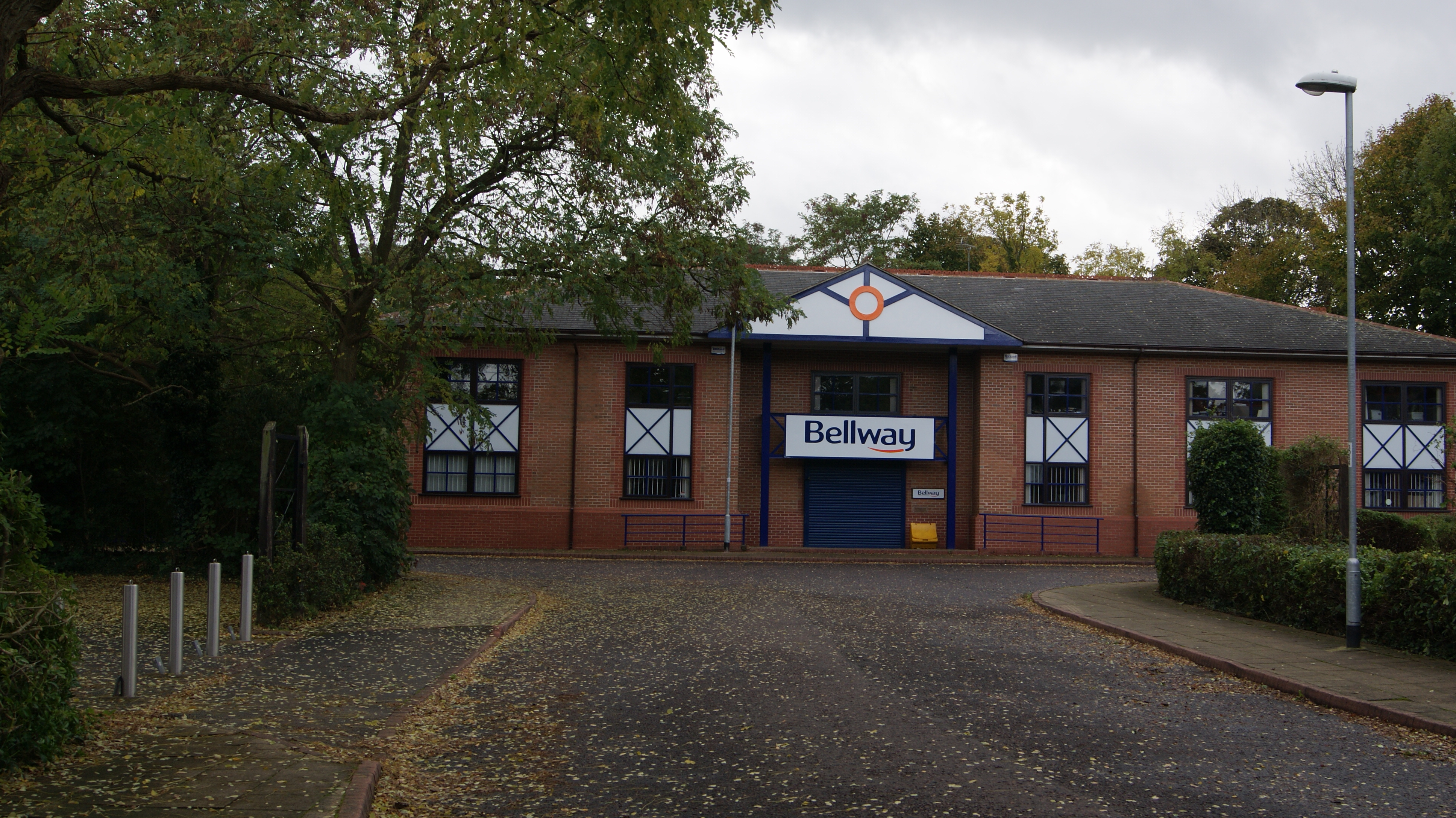
خانه بل‌وی

بل‌وی (انگلیسی: Bellway) شرکت املاک و مستغلات بریتانیایی است، که در سال ۱۹۴۶ تأسیس شد.